# U2のジ・エッジの作品
アイルランド出身のロック・バンド、U2のジ・エッジ名義の作品を列記する。
参考：「U2の作品」「U2の他の作品」「U2のボノの作品」「U2のアダム・クレイトンの作品」「U2のラリー・マレン・ジュニアの作品」

## サムシング・ベター・ザン・ナッシング
『Just for Kicks』 (1979)収録
- Something’s Better Than Nothing

1979年12月16日にKick Recordsがリリースした『Just For Kicks』というコンピ。当時アイルランドで人気があった12組のニューウェーブバンドの曲が収録されている。U2はここに「Stories for Boys (Demo)」を提供、またエッジがリードギターとして参加したThe Teen Commandmentsの「Something’s Better Than Nothing」も収録されている。
このバンドは1979年に解散したRevolverのメンバーが自分たちの曲をレコーディングするために、当時ダブリンで人気があったニューウェーブバンドのメンバーを集めた結成した、いわば”スーパーグループ”で、当初はThe Reasonsと名乗っていた。
メンバーはボーカルがフィル・バイン (Revolver）、ギターとボーカルがピート・ホリデイ (Radiators From Space)、ギターがエッジ (U2)とビリー・マーレイ (Revolver)、ベース、アコギ、バックボーカルがケヴィン・ヘリー (Revolver）、ドラムがデイヴ・マロニー(The Vipers)、キーボードがギャヴィ・スミス である。ちなみにアダム・クライトンもこのバンドに入りたがったのだが、ベースは既にいるということで断られたらしい。
1979年の夏、彼らはダブリンのLombard studioに集まって、「My Baby Left Me」「Private World」「Somethings Better than Nothing」の3曲をレコーディングした。エッジがギターを弾いているのは「My Baby Left Me」と「Somethings Better than Nothing」の2曲だけで、「Private World」でギターを弾いているのはビリー・マーレイである。ちなみに長年これらの曲でエッジが弾いているのはベースだという説が流れていたが、後年フィル・バインが「エッジはレコーディングでギターを8時間も弾いていたよ！」と言って否定している。
The Reasonsはこのレコーディングの後に解散し、その後、バインとマロニーはThe Teen Commandmentsの名前でライブ活動を続けて人気を博したが、レコーディングには至らなかった。そして『Just For Kicks』の話が来た時、The Teen Commandments名義で「Somethings Better than Nothing」を提供したのである。また彼らはこれもThe Teen Commandments名義で1981年に「Private World」のシングルをリリースしている。また「My Baby Left Me」は1981年にリリースされた『Vinyl Verdict』というコンピに収録された。
「Stories for Boys (Demo)」ははチャス・ド・ウェイリーのプロデュースワークに満足しなかったバンドとポール・マクギネスが、the Boomtown Ratsのサウンドエンジニアであるロビー・マクグラスにリミックスさせたものである。『Three』に収録されているものよりもドラムの音が大きく、フェードインもなく、曲の終わりにパーカッションが加えられ、少し長くなっている。『The Complete U2』と『Boy』のデラックス・エディションに収録されているのはこちらのヴァージョンである。
このコンピはレコードでのみリリースされ、クレジットされている12のバンドのうち現存するのはU2のみである。またこのコンピはU2が初めて自分たちの作品以外に曲を提供したアルバムであり、U2のメンバーが初めて他人とレコーディングした曲が収録されているアルバムでもある。

## マイ・ベイビー・レフト・ミー
『Vinyl Verdict』 (1981)収録。
- My Baby Left Me

Scoff Recordsがプロデュースしたコンピで、アイルランド限定リリース。エッジがギターを弾いたThe Teen Commandmentsの「My Baby Left Me」が収録されている。

## スネイクチャーマー他
『Snake Charmer』(1983)収録。
- Snake Charmer
- Hold On To Your Dreams

当時Public Image Limitedに所属していたジャー・ウォブルは、1983年Invaders of the Heartという自分のグループを結成。このEPを作るためにCanのホルガー・シューカイとエッジ、そしてU2の「New Year's Day」「Two Hearts Beat as One」「Wire」のリミックスも手掛けたエレクトロ・プロデューサー・フランソワ・ケヴォーキアンに声をかけた。EPには5曲収録され、エッジは「Snake Charmer」と「Snake Charmer (Reprise」)で”スライド・ギター＆ソロイスト”、「Hold on to Your Dreams」で”リードギター＆エフェクト”としてクレジットされている。

## キャプティヴ（サントラ）
『Captive』 (1986)
『Captive』はポール・メイヤーズバーグが監督し、オリバー・リードとイリーナ・ブルック（『三文オペラ』『雨のしのび逢い』』で知られる映画監督ピーター・ブルックの娘）が出演したスリラー映画。エッジがマイケル・ブルックとすべての曲を書き、プロデュースしている。2017年の時点で、U2のメンバーがまるごと1枚アルバムをプロデュースしているのは、この『Captive』だけである。
またこのアルバムからシングルカットされ、1986年10月にUKチャートで89位を記録した「Heroine」では、まだ駆け出しだったシネイド・オコナーを起用している（ドラムはラリー）。シネイドはマザーレコード契約第1号だったIn Tua Nuaに在籍していたことがあり、またIn Tuna Nuaには「Tomorrow」でイリアンパイプを弾いたVinnie Kilduffや『War』でバイオリンを弾いたスティーヴ・ウイッカムが在籍していたことがあり、この関係でエッジはシネイドの存在を知ったようだ。
なお「Heroine」のシングルヴァージョン「Heroine" (7" Edit)」では、スティーブ・リリーホワイトがリミックスを手掛けている。

## シーズ・ミステリー・トゥ・ミー
→「シーズ・ミステリー・トゥ・ミー」

## イン・ザ・ナイト
The Prunes『Nada』 (1989)収録。
- In the Night (Studio Version)

1987年にVirgin Prunesが解散した後、ストロングマン、マリー、デイブ-IDの三人はThe Prunesを結成。このアルバムは彼らのセカンドアルバムである。 エッジの当時の妻のアイリンの姉妹のレイチェルがストロングマンと結婚していた関係で、エッジとアイリンはThe Prunesをよく助けた。この曲にエッジはギターを提供している。

## ニューヨーク、ニューヨーク
→「ニューヨーク、ニューヨーク」

## エイプリル・ザ・サード他
『Bringing it All Back Home』 (1991)収録。
- April the Third (Studio Version) - ドーナル・ラニー＆フレンズ  (Featuring エッジ)
- The Bucks of Oranmore (Studio Version) - The Hughes' Band

1991年にBBCが制作したアイルランドの伝統音楽の歴史を辿るテレビ番組「Bringing it All Back Home」のコンピ。プロデューサーはドーナル・ラニー。CDと一緒に本も出版された。
「April the Third」という曲でエッジが、「The Bucks of Oranmore」という曲で、アダムがDe Danannのエリック・フィン、The Waterboysのスティーブ・ウィッカムらとともにthe Hughes’ Band名義で演奏している。
また番組でボノは「Wild Irish Rose」という新曲を披露しているが、このコンピには収録されておらず、いまだに未発表である。

## スライド・オン・ディス（アルバム）
ロン・ウッド『Slide on This』(1992)
ロン・ウッドの12年ぶり6枚目のソロアルバム。当時、ロンはダブリンに住んでいて、レコーディングもダブリンのロンのスタジオとウインドミル・レーン・スタジオで行われ、エッジやHothouse Flowersのメンバーなどアイルランドのミュージシャンを起用した。
エッジはアルバムにAdditional Guitarsとしてクレジットされているが、どの曲にどの程度関わったかは、はっきりしていない。

## カンヴァセイション・オン・ア・バーストゥール
→「カンヴァセイション・オン・ア・バーストゥール」
→「カンヴァセイション・オン・ア・バーストゥール」
→「カンヴァセイション・オン・ア・バーストゥール」

## アレックス・ディセンズ・イントゥ・ヘル・フォー・ア・ボトル・オブ・ミルク／コロヴァ1
→「アレックス・ディセンズ・イントゥ・ヘル・フォー・ア・ボトル・オブ・ミルク／コロヴァ1」

## リトル・ブラック・ドレス
→「リトル・ブラック・ドレス」

## ゴールデンアイ
→「ゴールデンアイ」

## アンダーク3396/アンダーク１：ストレンジ・ファミリア（アルバム）
ラッセル・ミルズ/ Undark 『Undark 3396 / Undark One: Strange Familiar』 (1996)
ラッセル・ミルズはイギリスのマルチアーチストで、Undarkの名前でアルバムを2枚出しており、これはその彼のファーストアルバム。様々なミュージシャンを素材にしてたサウンドコラージュ的な作品である。エッジも素材を提供しているが、どの曲にどの程度使われているかは不明。他にデヴィッド・シルヴィアン、ブライアン・イーノ、ケヴィン・シールズなどが素材として使われている。

## パトロールカー・ブルーズ
→「ア・グッド・マン他」

## ホワッツ・ザ・ストーリー・ギット？
クリスティ・ムーア『Traveller』(1999)収録。
- What's the Story Git?

クリスティ・ムーアがレオ・ピアソンをプロデューサーに迎えて制作したアルバム。レオはDJとして知られる人物で、Rominの名義でU2の「Mofo」をリミックスしている。異色の組み合わせによるトラディショナルミュージックとテクノミュージックが融合した異色の作品だが、商業的には失敗したようだ。エッジはこの曲でギターを弾いている。

## ノーマップス・フォー・ジーズ・テリトリーズ (映画)
→「ノーマップス・フォー・ジーズ・テリトリーズ」

## ホワッツ・ゴーイング・オン
→「ホワッツ・ゴーイング・オン」

## クラス・ユニオン
ワイクリフ・ジョン『The Preacher's Son』(2003)収録。
- Class Reunion (Studio Version)

2002年暮れにダブリンで行われたワイクリフのライブで共演したことがきっかけにコラボが実現。エッジはこの曲にインストの素材を提供している。

## アフリカン・プレイヤー他
→「アフリカン・プレイヤー他」

## バットマンのテーマ
- The Batman Theme (2004)[18]

2004年にワーナーブラザーズが制作したバットマンのテレビアニメにテーマ曲を提供。5シーズンのうち最初の2シーズンで使われた。ダウンロードリリースのみされた。

## ロッキン・イン・ザ・フリー・ワールド
→「ロッキン・イン・ザ・フリー・ワールド」

## ルーシー・イン・ザ・スカイ・ウィズ・ダイアモンズ
→「アイ・アム・ザ・ウォルラス他」

## ザ・フー：アメイジング・ジャーニー（映画）
『Amazing Journey : The Story of The Who』 (2007)
- 監督: マーレイ・ラーナー
- 製作総指揮: ビル・カービシュリー、ガイ・イースト
- 脚本: マーク・モンロー
- 出演: ロジャー・ダルトリー、 ピート・タウンゼンド、 ジョン・エントウィッスル、 キース・ムーン、 スティング、 ジ・エッジ 、ノエル・ギャラガー 、エディ・ヴェダー

The Whoの実像に迫るドキュメンタリー。

## シュガー・ダディー
→「シュガー・ダディー」

## ゲット・ラウド ジ・エッジ、ジミー・ペイジ、ジャック・ホワイト×ライフ×ギター（映画）
『It Might Get Loud』 (2009)
→「ゲット・ラウド ジ・エッジ、ジミー・ペイジ、ジャック・ホワイト×ライフ×ギター」

## ストランディッド・ハイチ・モン・アムール
→「ストランディッド・ハイチ・モン・アムール」

## ウィズ・ユー・アイム・ボーン・アゲイン
『Stand Up To Cancer 2010』 (2010)収録。
- With You I'm Born Again / Unchained Melody (Live, Sep. 10, 2010) - スティーヴィー・ワンダー,デイヴ・スチュワート, エッジ, アーロン・ネヴィル, レオナ・ルイス, ナターシャ・ベディングフィールド, マルティナ・マクブライド

Stand Up To Cancerという癌と闘病する人々を支援する組織が2010年9月10日に放送したチャリティ番組に、360度ツアーでスイスのチューリッヒにいたエッジがビデオ出演し、他のミュージシャンと一緒にこの曲を演奏した。番組が終わった後、この番組で演奏された曲を収録したアルバムがデジタルリリースされた。

## コールド・ドリーム・カラー（CDR）
エッジ＆ポール・チャヴェス『Cold Dream Colour』 (2012)収録。
- Heads & Presences (Studio Version)
- Being (Studio Version)
- Procession (Studio Version)
- Flower Girl (Studio Version)
- Bundle (Studio Version)
- The Family (Studio Version)
- Bass Song (Studio Version)

エッジの妻のモーリー・スタインバーグが監督したルイ・ル・ブロッキーというアイルランドのアーチストの絵をモチーフにした舞台のサントラ。2012年5月にロサンゼルスで上演され、その会場でCDRで販売された。収録時間の関係で舞台で使われた8曲中7曲しか収録されていない。

## ベスト・イヤーズ
5 Seconds of Summer『CALM』(2020)収録。
- Best Years (Studio Version)

U2の『Songs of Innocence』『Songs of Experience』のプロデューサーを務めたライアン・テダーとバンドが一緒に書いた曲。エッジがギターを弾いている。

## ウィー・アー・ザ・ピープル
→「ウィー・アー・ザ・ピープル」

## フィール・ライク・ア・ディファレント・シング
→「フィール・ライク・ア・ディファレント・シング」

## トレイン・ウィズ・ノー・ステーション他
ロル・トルハースト、バッジー、ジャックナイフ・リー『Los Angeles』(2023)収録。
- Train With No Station (Studio Version)
- Noche Oscura (Studio Version)

ロル・トルハーストは元The Cureのドラマー、バッジーは元Siouxsie & the Bansheesのドラマー。ジャックナイフ・リーは『How to Dismantle an Atomic Bomb』以降、度々U2の曲をプロデュースしている。エッジはこの2曲でギターを弾いている。